# Synoicum giardi
Synoicum giardi är en sjöpungsart som först beskrevs av William Abbott Herdman 1886.  Synoicum giardi ingår i släktet Synoicum och familjen klumpsjöpungar. Inga underarter finns listade i Catalogue of Life.